# Livistona decora
Livistona decora es una especie de la familia de las palmeras (Arecaceae).

## Descripción
Es de tamaño medio con el tronco sin restos de hojas, tiene 70  de diámetro con alrededor 50 hojas palmadas y profundamente divididas. Los peciolos de unos 1,1 m de largo con los bordes con espinas negras de 1 cm de largo. Las inflorescencias axilares de 1,2 m de largo con flores hermafroditas. Los frutos son de color negro. Sus semillas germinan a los 40 y 60 días, tiene crecimiento rápido.

## Distribución
Es una palma originaria de Oceanía, específicamente de Australia. Es muy utilizada en el trópico como planta ornamental.

## Usos
Es muy apropiada como ornamental para plazas y avenidas.

## Taxonomía
Livistona decora fue descrita por (W.Bull) Dowe y publicado en Austrobaileya 6(4): 979. 2004.
Etimología
Livistona: nombre genérico otorgado en honor de Patrick Murray, Barón Livingstone, quien construyó un jardín en su finca de Livingstone, al oeste de Edimburgo, Escocia, en la última parte del siglo XVII.
decora: epíteto latino que significa "hermosa".
Sinonimia
- Corypha decora W.Bull (1887).
- Livistona decipiens Becc. (1910).
- Livistona decipiens var. polyantha Becc. (1920).[5]